# روبرت هاکوبیان (هنرپیشه)
روبرت دورمیشخانی هاکوبیان (ارمنی: Ռոբերտ Դուրմիշխանի Հակոբյան زاده ۱۷ مارس ۱۹۶۴) یک بازیگر اهل ارمنستان است. وی از سال ۲۰۰۴ میلادی تاکنون مشغول فعالیت بوده است.

## زندگی‌نامه
وی در ۱۷ مارس ۱۹۶۴ در تفلیس به دنیا آمد و از انستیتو دولتی هنری و نمایشی ایروان فارغ‌التحصیل شد. از سال ۲۰۰۴ در  تئاتر روسی استانیسلاوسکی ایروان فعالیت می‌کند. وی همچنین برندهٔ جوایزی همچون هنرمند افتخاری جمهوری ارمنستان (۲۰۰۷) شده است.

## بخشی از فیلمشناسی
از فیلم‌ها یا برنامه‌های تلویزیونی که وی در آن نقش داشته است می‌توان به آثار زیر اشاره کرد.
- گارگین نژده (۲۰۱۲)
- شمارش معکوس (مجموعه تلویزیونی ارمنستانی) (۲۰۱۷)